# Quinto (cognome)
Quinto è un cognome di lingua italiana.

## Varianti
Quintale, Quintano, Quintarelli, Quintavalla, Quintavalle, Quinti, Quintieri, Quintili, Quintiliani, Quintini, Quintino, Quintio, Quinzio, Quinzo.

## Origine e diffusione
Il cognome è tipicamente centro-meridionale.
Potrebbe derivare dal prenome Quinto e da alcuni toponimi.
Le variante Quintale, Quintili e Quintiliani occupano il medesimo areale.

## Persone
- Nadir Quinto (1918-1994) – illustratore e fumettista italiano
- Pietro Quinto (1904-1987) – medico italiano
- Riccardo Quinto (1961-2014) – storico della filosofia italiano